# Erik Hanussen
Erik Jan Hanussen o Erich Hanussen (Viena, 2 de junio de 1889 - Berlín, 25 de marzo de 1933), nacido originalmente como Harschel Steinschneider, fue un conocido mentalista de origen austro-judío, siendo aclamado como un gran hipnotizador, ocultista y astrólogo durante la época de la República de Weimar y comienzos del nazismo. Llegó a ser uno de los astrólogos predilectos de Hitler.

## Biografía
Aunque Hanussen proclamaba ser descendiente de aristócratas daneses, en realidad procedía de una familia judía morava. Era hijo de Siegfried Steinschneider (1858-1910), un actor y guarda de una sinagoga de Viena, y de Antonie Julie Kohn, una cantante. En su juventud trabajó en circos ambulantes y recorrió el centro de Europa hasta que abrió un pequeño consultorio de orientación y videncia en Praga.
A mediados de los años 1920, Hanussen se vio obligado a huir de Praga y se trasladó a Berlín. En la capital alemana se asoció con Hans Einz Ewers, un estrambótico conferenciante, quien una tarde le presentó al joven Adolf Hitler, líder del Partido nazi, que por entonces no era más que un pequeño movimiento político de extrema derecha. Parece ser que en ese momento Hanussen le dijo al futuro dictador que en unos años “la nación germana estaría a su merced”. Desde entonces Hitler y sus más cercanos colaboradores se convirtieron en asiduos clientes de Hanussen, frecuentando su recién estrenado Palacio del Ocultismo. Además de codearse con los líderes nazis, Hanussen también mantuvo contactos con miembros de la Sturmabteilung (SA). Existen numerosas historias de los encuentros entre Hanussen y Hitler, en especial un encuentro celebrado poco antes de las elecciones de noviembre de 1932 durante el cual Hanussen enseñó a Hitler sus técnicas de control de masas mediante el empleo de gestos y pausas dramáticas. Años más tarde, el psicoanalista estadounidense Walter Charles Langer confirmaría los encuentros entre ambos personajes.
En una sesión especial, Hanussen, valiéndose de la información que posiblemente ya conocía, "predijo" que el edificio del parlamento alemán, el Reichstag, saldría ardiendo; efectivamente, el 27 de febrero de 1933 el edificio fue presa de las llamas. El incendio probablemente fue obra de los propios nazis y desde luego les benefició políticamente, lo que hacía la supuesta predicción de Hanussen sumamente incómoda pues dejaba entrever que el entorno de Hitler sabía lo que iba a ocurrir, avivando las sospechas de un montaje. El Palacio del Ocultismo fue clausurado y se prohibieron las reuniones y conferencias que organizaba Hanussen. A comienzos de abril su cuerpo fue encontrado a las fueras de Berlín. Hanussen había sido asesinado en la noche del 24 al 25 de marzo de 1933, probablemente por un grupo de hombres de las SA, y su cuerpo había sido abandonado en un descampado cerca de Stahnsdorf.
Hanussen está enterrado en el "Südwestkirchhof" de Stahnsdorf, localidad cercana de Berlín.

## En el cine
Su historia ha sido llevada al cine en tres ocasiones:  O. W. Fischer y Georg Marischka dirigieron una primera versión titulada Hanussen, en 1955, el húngaro István Szabó realizó en 1988 la película Hanussen, El Adivino y Werner Herzog, en 2002, dirigió Invencible (película de 2001).